# Egyházaskozár
Egyházaskozár is een plaats (község) en gemeente in het Hongaarse comitaat Baranya. Egyházaskozár telt 878 inwoners (2001).